# Stop Making Sense
Stop Making Sense és una pel·lícula de concerts estatunidenca del 1984 amb una actuació en directe del grup de rock estatunidenc Talking Heads. Dirigida per Jonathan Demme, es va rodar durant quatre nits al Pantages Theatre de Hollywood el desembre de 1983, quan els Talking Heads eren de gira per promocionar el seu àlbum de 1983 Speaking in Tongues.
Stop Making Sense inclou les interpretacions del primer senzill de Talking Heads, "Psycho Killer" (1977), fins al seu èxit més recent de l'època, "Burning Down the House" (1983). També inclou cançons de la carrera en solitari del cantant, David Byrne, i de Tom Tom Club, el projecte paral·lel del bateria i baixista, Chris Frantz i Tina Weymouth
La banda va recaptar el pressupost d'1,2 milions de dòlars ells mateixos. Als quatre membres principals de Talking Heads s'uneixen les coristes Lynn Mabry i Ednah Holt, el guitarrista Alex Weir, el teclista Bernie Worrell i el percussionista Steve Scales.
Stop Making Sense és considerat per molts crítics com una de les millors pel·lícules de concerts de tots els temps, i un clàssic de culte. La pel·lícula és un exemple pioner de l'ús de les primeres tècniques d'àudio digital. El 2021, la Biblioteca del Congrés dels Estats Units va seleccionar per la seva preservació al National Film Registry dels Estats Units com a "important cultural, històricament o estètica".

## Argument
El cantant solista David Byrne camina per un escenari nu amb un reproductor de cassets portàtil i una guitarra acústica. Presenta "Psycho Killer" dient que vol tocar una cinta, però en realitat una caixa de tambors Roland TR-808 comença a tocar des de la taula de mescles.Els ritmes semblants a un tret fan que Byrne trontolli "com Jean-Paul Belmondo als últims minuts d’Al final de l'escapada, un heroi que va sucumbir, sorprès, a la violència que havia pensat que estava preparat."
Amb cada cançó consecutiva, a Byrne s'uneixen més membres de la banda: primer Tina Weymouth per "Heaven" (amb Lynn Mabry proporciona la veu harmoniosa de fons), segon Chris Frantz per "Thank You for Sending Me an Angel", i tercer Jerry Harrison per "Found a Job". L'equip d'actuació marxa i s'afegeix al conjunt per acollir els músics addicionals: les cantants de suport Lynn Mabry i Ednah Holt, el teclista Bernie Worrell, el percussionista Steve Scales i el guitarrista Alex Weir. La primera cançó que inclou tota la formació és "Burning Down the House", encara que el llançament original de RCA/Columbia Home Video de 1985 (que va incloure tres cançons addicionals en dues actuacions editades a la pel·lícula) té tota la banda (menys Worrell) interpretant "Cities" abans d'aquesta cançó. Byrne abandona l'escenari en un moment donat per permetre que la banda lateral liderada per Weymouth-Frantz Tom Tom Club interpreti la seva cançó "Genius of Love". La banda també interpreta dues cançons de l'àlbum de la banda sonora de Byrne The Catherine Wheel, "What a Day That Was" i (com a cançó addicional al llançament del vídeo casolà) "Big Business".
La pel·lícula inclou el "vestit gran" de Byrne, un vestit de negocis absurdament gran que fa servir per la cançó "Girlfriend Is Better". El vestit es va inspirar en part en els estils de teatre Noh i es va convertir en una icona no sols de la pel·lícula, com apareix al cartell de la pel·lícula, per exemple, sinó del mateix Byrne. Byrne va dir: "Estava al Japó entre les gires i estava mirant el teatre tradicional japonès (Kabuki, Noh, Bunraku), i em preguntava què posar-me a la nostra propera gira. Un amic dissenyador de moda. (Jurgen Lehl) va dir amb la seva manera típicament divertida: "Bé, David, tot és més gran a l'escenari". Es referia a gestos i tot això, però vaig aplicar la idea a un vestit d'empresari." Pauline Kael va declarar a la seva ressenya: "Quan arriba amb un "vestit gran" semblant a una caixa, el seu cos es perd dins d'aquest forma que sobresurt al seu voltant com els vestits de les obres de teatre de Noh, o com el gran vestit de feltre de Beuys que penja d'una paret; és un ajust psicològic perfecte." Al DVD explica el seu raonament darrere del vestit: "Volia que el meu cap semblés més petit i la manera més fàcil de fer-ho era fer-me més gran el cos, perquè la música és molt física i sovint el cos l'entén abans que el cap".
El títol de la pel·lícula es deriva d'una lletra de la cançó "Girlfriend Is Better."

## Llista de cançons

### DVD & Blu-ray
Totes les cançons foren escrites i compostes per David Byrne, Chris Frantz, Jerry Harrison, Tina Weymouth, llevat on ho digui. 
| Núm. | Títol                                   | Durada |
| ---- | --------------------------------------- | ------ |
| 1.   | «Psycho Killer»                         |        |
| 2.   | «Heaven»                                |        |
| 3.   | «Thank You for Sending Me an Angel»     |        |
| 4.   | «Found a Job»                           |        |
| 5.   | «Slippery People»                       |        |
| 6.   | «Burning Down the House»                |        |
| 7.   | «Life During Wartime»                   |        |
| 8.   | «Making Flippy Floppy»                  |        |
| 9.   | «Swamp»                                 |        |
| 10.  | «What a Day That Was»                   |        |
| 11.  | «This Must Be the Place (Naive Melody)» |        |
| 12.  | «Once in a Lifetime»                    |        |
| 13.  | «Genius of Love»                        |        |
| 14.  | «Girlfriend Is Better»                  |        |
| 15.  | «Take Me to the River»                  |        |
| 16.  | «Crosseyed and Painless»                |        |

### VHS & LaserDisc
Totes les cançons foren escrites i compostes per David Byrne, Chris Frantz, Jerry Harrison, Tina Weymouth, llevat on ho digui. 
| Núm. | Títol                                   | Note | Durada |
| ---- | --------------------------------------- | ---- | ------ |
| 1.   | «Psycho Killer»                         |      |        |
| 2.   | «Heaven»                                |      |        |
| 3.   | «Thank You for Sending Me an Angel»     |      |        |
| 4.   | «Found a Job»                           |      |        |
| 5.   | «Slippery People»                       |      |        |
| 6.   | «Cities»                                |      |        |
| 7.   | «Burning Down the House»                |      |        |
| 8.   | «Life During Wartime»                   |      |        |
| 9.   | «Making Flippy Floppy»                  |      |        |
| 10.  | «Swamp»                                 |      |        |
| 11.  | «What a Day That Was»                   |      |        |
| 12.  | «This Must Be the Place (Naive Melody)» |      |        |
| 13.  | «Once in a Lifetime»                    |      |        |
| 14.  | «Big Business»                          |      |        |
| 15.  | «I Zimbra»                              |      |        |
| 16.  | «Genius of Love»                        |      |        |
| 17.  | «Girlfriend Is Better»                  |      |        |
| 18.  | «Take Me to the River»                  |      |        |
| 19.  | «Crosseyed and Painless»                |      |        |

*Cançons disponibles com a pistes addicionals en versions de DVD/Blu-ray, però no formen part de l'actuació principal

## Personal
Els següents són per ordre d'aparició.
- David Byrne – veu principal, guitarra
- Tina Weymouth – Baix, teclat baix, guitarra, veu principal de "Genius of Love"
- Chris Frantz – bateria, veu de "Genius of Love"
- Jerry Harrison – guitarra, teclats, cors
- Steve Scales – percussió, cors
- Lynn Mabry – cors de suport
- Ednah Holt – cors de suport
- Alex Weir – guitarra, cors
- Bernie Worrell – teclats

## Rodatge
El rodatge de Stop Making Sense va abastar quatre espectacles en directe al Pantages Theatre de Los Angeles entre el 13 i el 16 de desembre de 1983. Inicialment, es van reservar tres nits, però es va afegir una quarta nit, el 16 de desembre, per al rodatge addicional. Tot i que la pel·lícula es va gravar originalment amb tècniques analògiques, més tard es va transferir i després es va editar i barrejar digitalment amb una gravadora digital Sony PCM-3324 de 24 pistes. Demme ha afirmat que una nit de rodatge es va dedicar gairebé íntegrament a plans grans des de la distància, per minimitzar la intrusió de les càmeres a l'escenari. Demme s'havia plantejat un rodatge addicional en un escenari sonor fet per recrear el Pantages Theatre, però la banda es va negar a fer-ho, ja que pensaven que la manca de resposta del públic hauria obstaculitzat l'energia de la seva actuació. Abans del rodatge de la pel·lícula, David Byrne va suplicar a la banda que portés roba de colors neutres perquè les llums de l'escenari no il·luminessin res massa distintiu. No obstant això, la bugaderia de Frantz no havia tornat a temps per al primer espectacle al Pantages, i per això va portar un polo de color turquesa durant les tres nits per continuïtat.
Demme també va considerar incloure més plans de l'audiència reaccionant a l'actuació, com és tradicional a les pel·lícules de concerts. No obstant això, va descobrir que filmar l'audiència requeria una il·luminació addicional, que inhibia l'energia de l'audiència. Això al seu torn va fer que la banda se sentis insegura i, per tant, va portar a "la pitjor actuació de Talking Heads en la història de la carrera de la banda". Les úniques preses directes del públic de la pel·lícula es produeixen al final, durant "Crosseyed and Painless."

## Estrena
La pel·lícula es va estrenar durant el Festival Internacional de Cinema de San Francisco el 24 d'abril de 1984 i es va estrenar comercialment als Estats Units el 19 d'octubre de 1984.
Quan la pel·lícula es va estrenar per primera vegada en vídeo domèstic, les cançons "Cities" i "Big Business"/"I Zimbra" es van restaurar a l'actuació, formant així el que es va anomenar "edició especial" de la pel·lícula. Per a la reedició de 1999, aquestes cançons ja no es van incloure en seqüència amb la resta del metratge. Aquest i els posteriors llançaments de vídeo i DVD han col·locat aquestes cançons després de la pel·lícula en una versió de fotograma complet sense restaurar.
La pel·lícula s'ha estrenat en Blu-ray, DVD pantalla ampla DVD, VHS en versions pantalla completa i pantalla ampla, i en un moment donat Laserdisc (al Japó).

### Re-estrena el 2023
El març de 2023, A24 va obtenir els drets de distribució mundial de la pel·lícula, fent de Stop Making Sense la seva segona adquisició per a la seva reestrena després de Pi (1998). L'estudi va estrenar la nova restauració l'11 de setembre de 2023, en 4K a IMAX al Festival Internacional de Cinema de Toronto de 2023, seguit d'un Q&A organitzat per Spike Lee amb assistència de Byrne, Weymouth, Frantz i Harrison, reunint el grup per primera vegada des de la seva incorporació al Rock and Roll Hall of Fame el 2002.
La pel·lícula va entrar per primera vegada com a exposició IMAX exclusiva el 22 de setembre de 2023, abans de dirigir-se als cinemes convencionals el 29 de setembre de 2023 a nivell mundial. Rhino Entertainment també va llançar una nova remasterització de la banda sonora de la pel·lícula, que inclou el concert complet per primera vegada, en vinil i digitalment el 18 d'agost de 2023.

## Recepció
A l'agregador de ressenyes Rotten Tomatoes, Stop Making Sense té una puntuació d'aprovació del 100%, basada en 57 ressenyes amb una valoració mitjana de 9,3/10. El consens crític del lloc web diu: "El Stop Making Sense de Jonathan Demme captura l'enèrgica i impredictible actuació en directe de Talking Heads amb color i enginy visual." Va guanyar el premi de la National Society of Film Critics a la millor pel·lícula de no ficció el 1984.
La pel·lícula és àmpliament considerada com una de les millors pel·lícules de concerts. Leonard Maltin li va donar quatre estrelles de quatre, descrivint-la com "brillantment concebuda, rodada, editada i interpretada" i "una de les millors pel·lícules de rock mai fetes." Roger Ebert va donar a la pel·lícula una qualificació de tres estrelles i mitja, escrivint que " la impressió aclaparadora de Stop Making Sense és d'una energia enorme, d'una vida que es viu a un màxim alegre... És un espectacle en directe amb elements de  Metropolis... Però els moments àlgids de la pel·lícula es produeixen per la simple presència física de Byrne. Trota al seu lloc amb els seus companys, corre per l'escenari, sembla tan feliç d'estar viu i de fer música... Ell serveix com a un recordatori de com s'han tornat amargues, cansades i encadenades moltes bandes de rock." Danny Peary va descriure Stop Making Sense com "Fascinant... El que passa a l'escenari farà que fins i tot els més escèptics en Talking Heads es converteixin...[Les] actuacions són invariablement emocionants, les lletres de Byrne són intrigants. Byrne, amb el cap movent-se rítmicament com si acabés de rebre tractaments de xoc, és fascinant: quin talent!... Byrne és conegut per la seva creença que la música s'ha d'interpretar d'una manera interessant i "visual", i això hauria de fer-lo sentir-se orgullós." Robert Christgau va assenyalar la "claredat sinuosa, gairebé elegant" de la direcció de Demme, mentre escrivia que la pel·lícula havia empès els "límits del gran que pot ser una pel·lícula de concerts de rock... fins a on podien arribar". Christgau a va descriure com "la millor pel·lícula de concerts" mentre que Pauline Kael de The New Yorker la va descriure com "a prop de la perfecció".

## Llegat
La versió cinematogràfica de "Once in a Lifetime" va aparèixer als crèdits inicials de la pel·lícula de 1986 Down and Out in Beverly Hills.
Stop Making Sense va ser parodiada en un episodi de la sèrie de comèdia Documentary Now! A l'episodi de la segona temporada "Final Transmission", el programa veu com la banda de New Wave Test Pattern interpreta el concert de la seva última temporada. Inclou referències a la posada en escena i els estils musicals de Talking Heads, amb el cantant principal de la banda (interpretat per Fred Armisen) parodiant Byrne. Gizmodo va projectar l'episodi a Frantz i Weymouth en un vídeo publicat en línia, on tots dos van expressar la diversió i la commoció pel nivell de detall que s'havia fet en parodiar la pel·lícula.
La imatge icònica del vestit gran de Byrne ha estat parodiada en diverses ocasions, inclosa una parodia de Rich Hall que suplanta Byrne i el seu gran vestit en un episodi de Saturday Night Live. El mateix Byrne va fer il·luminar el seu gran vestit durant una aparició a The Late Show with Stephen Colbert, on va aparèixer en un anunci fals de "David Byrne's Giant Suit Emporium" promocionant la seva nova botiga de roba mentre insistia que no venia vestits gegants com aquell que va portar a Stop Making Sense. Byrne fa una aparició a l'especial de comèdia musical infantil John Mulaney & the Sack Lunch Bunch interpretant una cançó original al costat de la intèrpret infantil Lexi Perkel. En un moment donat, Byrne i Perkel porten vestits rosats a joc, el de Perkel és massa gran per a ella, en referència a Stop Making Sense.
El 2021, Stop Making Sense va ser seleccionada per a la seva preservació al National Film Registry dels Estats Units per la Biblioteca del Congrés dels Estats Units com a "important culturalment, històricament o estèticament".